# Beatrice di Tenda
Beatrice di Tenda, és una tragèdia lirica, o òpera tràgica en dos actes, amb música de Vincenzo Bellini i llibret de Felice Romani, basada en l'obra de teatre homònima de Carlo Tedaldi-Fores.

## Origen i context
El compositor va triar el tema en contra del judici més encertat de Romani i malgrat les similituds de la trama amb Anna Bolena de Donizetti. El treball va resultar problemàtic, i el finale no va poder ser conclòs a temps per a l'estrena, de manera que la cabaletta final va ser emprada d'una òpera anterior del compositor: Bianca e Fernando. A finals de la dècada del 1960, Vittorio Gui va descobrir els esbossos originals de Bellini per a l'escena final. El desgrat de Romani amb el tema, unit a la seua exasperació amb Bellini, el van portar a inserir una justificació en l'edició impresa del llibret. Això va desembocar en un agre enfrontament amb Bellini i al trencament de la seua complicada, tot i que també gloriosa, relació artística.
El cor hi té un paper molt més important que en les òperes precedents de Bellini, no només comentant l'acció sinó també aconsellant i consolant els protagonistes, en la més pura tradició de la tragèdia grega.
Bellini sentia que havia contrarestat l'horror de la història amb la bellesa de la seua música i que Beatrice «no era menys digna que les seues germanes». Va ser l'excel·lent interpretació del personatge principal per Giuditta Pasta el que va poder esquivar l'hostilitat del públic envers l'obra. Va ser l'única òpera de Bellini publicada a partitura completa en vida del compositor.

## Representacions
Es va estrenar al Teatre La Fenice de Venècia el 16 de març de 1833, amb Giuditta Pasta en el paper protagonista.
Es va "redescobrir" l'any 1961 per l'Òpera Americana, amb Joan Sutherland, Enzo Sordello i Marilyn Horne, sota la direcció de Nicola Rescigno, i en el mateix any per La Scala, amb Sutherland i Raina Kabaivanska, sota la direcció d'Antonino Votto. Des d'aleshores, el paper protagonista ha estat assumit per destacades sopranos, entre les quals cal destacar Leyla Gencer, Mirella Freni, Lucia Aliberti, June Anderson i Edita Gruberová.
Beatrice di Tenda va ser la penúltima òpera de Bellini, després de Norma (1831) i abans de I puritani (1835).

## Argument
És la història de la viuda del condottiere Facino Cane, després muller de Filippo Maria Visconti, en el segle xv, a Milà.
El duc Filippo ha avorrit el seu matrimoni amb Beatrice. Al seu torn, aquesta es penedeix de la seua irreflexiva unió amb el duc després de quedar viuda, que l'ha situada a ella i al seu poble sota el poder tirànic de Filippo.

### Acte I
Filippo assisteix a un ball en el Castell Binasco, acompanyat com de costum pel sinistre Rizzardo. Està fart dels aduladors i també de la seua muller. Els cortesans li mostren la seua simpatia i suggereixen que els servents de Beatrice estan organitzant un complot contra ell.
Se sent una bella música d'arpa. Agnese, l'actual objecte del desig de Filippo, canta una tonada que diu que la vida està buida sense amor. Filippo respon a Agnese, dient-li que l'estima; que per a ell és única. També els cortesans simpatitzen amb la situació i l'encoratgen a gaudir del moment. Agnese surt i tots se'n van. Després reapareix Agnese, i aquesta vegada li canta a Orombello. Ella desitja que el seu cor guie a Orombello als seus braços, i tot just en aquest moment entra l'objecte del seu desig: Orombello. Aquest entra desvariejant, dient que no sap on es troba ni per què. Consolat per Agnese, comença a tranquil·litzar-se i reconeix que també està pregonament enamorat d'ella. Quan Agnese li pregunta sobre una carta, li mostra la que porta amb ell. "Quina mala sort!" La carta que treu és una de les moltes que ell escriu a Beatrice i no la que Agnese li va enviar. Orombello està enamorat en secret de Beatrice. La tendresa d'Agnese es dissol i es torna en una ira vitriòl·lica. Els dos canten un dramàtic duo i se'n van.
Beatrice penetra en una de les seues cambres privades amb les seus dames. Està feliç, però aviat perd el seu equilibri i comença a lamentar com, mal aconsellada, ha esdevingut la muller del diabòlic duc Filippo. Quan estan a punt de sortir, Filippo les veu des de lluny, i creient que la seua muller vol evitar-lo, demana que aquesta torne enrere. Tots dos s'acusen mútuament amb ràbia, mentre que Filippo descobreix alguns documents secrets amagats en la cambra de Beatrice.
En altra escena, els soldats de Filippo discuteixen a propòsit el seu silenci i estat d'ànim. Beatrice fa la seua aparició. Du amb ella el retrat del seu estimat marit mort, Facino. Lamenta que tothom l'haja abandonada quan Orombello l'interromp, manifestant que ell encara li fa costat. Emocionat ell li transmet els seus plans de conjurar l'exèrcit perquè l'ajuden a alliberar a Beatrice. Beatrice s'hi oposa als plans d'Orombello, confessant que desconfia de la seua capacitat. Estupefacte, Orombello al·lega el seu amor a Beatrice, i contra el desig d'aquesta de sortir de la seua presència, s'agenolla davant d'ella, tot just en el moment en què fan la seua aparició Agnese i Filippo. Aquests acusen Beatrice i Orombello d'adulteri i tots quatre s'emboliquen en un joc d'acusacions, contraacusacions, defenses i contradefenses. Finalment, Filippo ordena l'arrest de la parella, per a sotmetre'ls a un judici per adulteri.

### Acte II
Els cortesans s'assabenten de les terribles tortures infligides a Orombello. Després, Filippo convoca el tribunal per a tractar l'acusació d'adulteri. Beatrice és portada a la presència del tribunal, però al·lega que aquest no té jurisdicció. Després és portat Orombello, qui després de demanar perdó desesperadament a Beatrice, proclama la innocència d'aquesta. Beatrice recupera el seu desig de viure, i quelcom en les seues paraules colpeix el dur cor de Filippo. El duc anuncia que la sentència serà ajornada. Tanmateix, el tribunal declara la seua intenció de continuar amb la tortura, fins que la veritat siga desvelada completament. De nou, Filippo canvia d'opinió, i donant suport a la decisió del tribunal, fa que continue la tortura d'Orombello per a extraure la veritat. El tribunal aixeca la sessió.
Filippo i Agnese, plens de remordiments, s'hi queden sols. Aleshores, Agnese, adonant-se que les coses han anat més lluny del que ella desitjava, demana a Filippo que retire l'acusació; però aquest, no volent mostrar feblesa, refusa la idea.
Filippo se sent turmentat, i es fa evident que encara està pregonament enamorat de Beatrice. Just en el moment en què ha decidit retirar l'acusació, amb una cruel coincidència, arriben els homes encara lleials al darrer condottiere Facino, amb la intenció de prendre el castell. Com a resultat, Filippo signa la sentència de mort que li porta Anichino, i intenta justificar les seues accions davant del poble condemnant el capteniment de Beatrice.
En l'escena final, les dames de Beatrice es troben fora de la cel·la d'Orombello, mentre Beatrice prega. L'acció arriba al seu final.